# 1987-es Le Mans-i 24 órás verseny
Az 55. Le Mans-i 24 órás versenyt 1987. június 13. és június 14. között rendezték meg.

## Végeredmény
| Helyezés | Kategória | #   | Csapat                                | Versenyző                                                         | Modell                             | Gumi | Körök |
| Helyezés | Kategória | #   | Csapat                                | Versenyző                                                         | Motor                              | Gumi | Körök |
| -------- | --------- | --- | ------------------------------------- | ----------------------------------------------------------------- | ---------------------------------- | ---- | ----- |
| 1        | C1        | 17  | Rothmans Porsche AG                   | Hans-Joachim Stuck Derek Bell Al Holbert                          | Porsche 962C                       | D    | 355   |
| 1        | C1        | 17  | Rothmans Porsche AG                   | Hans-Joachim Stuck Derek Bell Al Holbert                          | Porsche Type-935 3.0L Turbo Flat-6 | D    | 355   |
| 2        | C1        | 72  | Primagaz Competition                  | Jürgen Lässig Pierre Yver Bernard de Dryver                       | Porsche 962C                       | G    | 335   |
| 2        | C1        | 72  | Primagaz Competition                  | Jürgen Lässig Pierre Yver Bernard de Dryver                       | Porsche Type-935 2.8L Turbo Flat-6 | G    | 335   |
| 3        | C1        | 13  | Primagaz Competition                  | Pierre-Henri Raphanel Yves Courage Hervé Regout                   | Cougar C20                         | M    | 332   |
| 3        | C1        | 13  | Primagaz Competition                  | Pierre-Henri Raphanel Yves Courage Hervé Regout                   | Porsche Type-935 2.8L Turbo Flat-6 | M    | 332   |
| 4        | C1        | 11  | Porsche Kremer Racing                 | George Fouché Franz Konrad Wayne Taylor                           | Porsche 962C                       | Y    | 327   |
| 4        | C1        | 11  | Porsche Kremer Racing                 | George Fouché Franz Konrad Wayne Taylor                           | Porsche Type-935 2.8L Turbo Flat-6 | Y    | 327   |
| 5        | C1        | 4   | Silk Cut Jaguar Tom Walkinshaw Racing | Eddie Cheever Raul Boesel Jan Lammers                             | Jaguar XJR-8LM                     | D    | 325   |
| 5        | C1        | 4   | Silk Cut Jaguar Tom Walkinshaw Racing | Eddie Cheever Raul Boesel Jan Lammers                             | Jaguar 6.9L V12                    | D    | 325   |
| 6        | C2        | 111 | Spice Engineering                     | Gordon Spice Fermín Velez Philippe de Henning                     | Spice SE86C                        | A    | 321   |
| 6        | C2        | 111 | Spice Engineering                     | Gordon Spice Fermín Velez Philippe de Henning                     | Ford Cosworth DFL 3.3L V8          | A    | 321   |
| 7        | GTP       | 202 | Mazdaspeed Co. Ltd.                   | Dave Kennedy Mark Galvin Pierre Dieudonné                         | Mazda 757                          | D    | 319   |
| 7        | GTP       | 202 | Mazdaspeed Co. Ltd.                   | Dave Kennedy Mark Galvin Pierre Dieudonné                         | Mazda 13G 2.0L 3-Rotor             | D    | 319   |
| 8        | C2        | 102 | Ecurie Ecosse                         | David Leslie Ray Mallock Marc Duez                                | Ecosse C286                        | Y    | 308   |
| 8        | C2        | 102 | Ecurie Ecosse                         | David Leslie Ray Mallock Marc Duez                                | Ford Cosworth DFL 3.3L V8          | Y    | 308   |
| 9        | C2        | 121 | Cosmik GP Motorsport                  | Dudley Wood Costas Los Tom Hessert                                | Tiga GC287                         | G    | 275   |
| 9        | C2        | 121 | Cosmik GP Motorsport                  | Dudley Wood Costas Los Tom Hessert                                | Ford Cosworth DFL 3.3L V8          | G    | 275   |
| 10       | C2        | 114 | Team Tiga Ford Denmark                | Thorkild Thyrring John Sheldon Ian Harrower                       | Tiga GC287                         | A    | 272   |
| 10       | C2        | 114 | Team Tiga Ford Denmark                | Thorkild Thyrring John Sheldon Ian Harrower                       | Ford Cosworth DBT-E 2.3L Turbo I4  | A    | 272   |
| 11       | C2        | 177 | Automobiles Louis Descartes           | Jacques Heuclin Dominique Lacaud Louis Descartes                  | ALD 03                             | A    | 270   |
| 11       | C2        | 177 | Automobiles Louis Descartes           | Jacques Heuclin Dominique Lacaud Louis Descartes                  | BMW M88 3.5L I6                    | A    | 270   |
| 12       | C1        | 40  | Graff Racing                          | Jean-Philippe Grand Gaston Rahier Jacques Terrien                 | Rondeau M482                       | G    | 260   |
| 12       | C1        | 40  | Graff Racing                          | Jean-Philippe Grand Gaston Rahier Jacques Terrien                 | Ford Cosworth DFL 3.3L V8          | G    | 260   |
| 13 NC    | C2        | 127 | Chamberlain Engineering               | Nick Adams Graham Duxbury Richard Jones                           | Spice SE86C                        | A    | 240   |
| 13 NC    | C2        | 127 | Chamberlain Engineering               | Nick Adams Graham Duxbury Richard Jones                           | Hart 418T 1.8L Turbo I4            | A    | 240   |
| 14 NC    | C2        | 178 | Automobiles Louis Descartes           | Michel Lateste Gérard Tremblay Sylvain Boulay                     | ALD 02                             | A    | 236   |
| 14 NC    | C2        | 178 | Automobiles Louis Descartes           | Michel Lateste Gérard Tremblay Sylvain Boulay                     | BMW M88 3.5L I6                    | A    | 236   |
| 15 DNF   | C2        | 181 | Dune Motorsport                       | Neil Crang Jean Krucker Duncan Bain                               | Tiga GC287                         | A    | 260   |
| 15 DNF   | C2        | 181 | Dune Motorsport                       | Neil Crang Jean Krucker Duncan Bain                               | Rover V64V 3.0L V6                 | A    | 260   |
| 16 DNF   | C2        | 108 | Roland Bassaler                       | Jean-François Yver Yves Hervalet Hervé Bourjade                   | Sauber SHS C6                      | A    | 257   |
| 16 DNF   | C2        | 108 | Roland Bassaler                       | Jean-François Yver Yves Hervalet Hervé Bourjade                   | BMW M88 3.5L I6                    | A    | 257   |
| 17 DNF   | C1        | 6   | Silk Cut Jaguar Tom Walkinshaw Racing | Martin Brundle John Nielsen                                       | Jaguar XJR-8LM                     | D    | 231   |
| 17 DNF   | C1        | 6   | Silk Cut Jaguar Tom Walkinshaw Racing | Martin Brundle John Nielsen                                       | Jaguar 6.9L V12                    | D    | 231   |
| 18 DNF   | C2        | 123 | Charles Ivey Racing                   | John Cooper Tom Dodd-Noble Max Cohen-Olivar                       | Tiga GC287                         | G    | 224   |
| 18 DNF   | C2        | 123 | Charles Ivey Racing                   | John Cooper Tom Dodd-Noble Max Cohen-Olivar                       | Porsche Type-935 2.6L Turbo Flat-6 | G    | 224   |
| 19 DNF   | C2        | 116 | Luigi Taverna Technoracing            | Luigi Taverna Evan Clements Patrick Trucco                        | Alba AR3                           | A    | 219   |
| 19 DNF   | C2        | 116 | Luigi Taverna Technoracing            | Luigi Taverna Evan Clements Patrick Trucco                        | Ford Cosworth DFL 3.3L V8          | A    | 219   |
| 20 DNF   | GTX       | 203 | Rothmans Porsche AG                   | René Metge Claude Haldi Kees Nierop                               | Porsche 961                        | D    | 199   |
| 20 DNF   | GTX       | 203 | Rothmans Porsche AG                   | René Metge Claude Haldi Kees Nierop                               | Porsche Type-935 2.8L Turbo Flat-6 | D    | 199   |
| 21 DNF   | C1        | 23  | Nissan Motorsport                     | Kazuyoshi Hoshino Kenji Takahashi Keiji Matsumoto                 | Nissan R87E                        | B    | 181   |
| 21 DNF   | C1        | 23  | Nissan Motorsport                     | Kazuyoshi Hoshino Kenji Takahashi Keiji Matsumoto                 | Nissan VEJ30 3.0L Turbo V8         | B    | 181   |
| 22 DNF   | C2        | 103 | John Bartlett Racing                  | Tim Lee-Davey Robin Donovan Raymond Boutinaud                     | Bardon DB1/2                       | A    | 172   |
| 22 DNF   | C2        | 103 | John Bartlett Racing                  | Tim Lee-Davey Robin Donovan Raymond Boutinaud                     | Ford Cosworth DFL 3.0L V8          | A    | 172   |
| 23 DNF   | C2        | 125 | Vetir Racing Team                     | Jean-Claude Justice Patrick Oudet Bruno Sotty                     | Tiga GC85                          | A    | 164   |
| 23 DNF   | C2        | 125 | Vetir Racing Team                     | Jean-Claude Justice Patrick Oudet Bruno Sotty                     | Ford Cosworth DFL 3.3L V8          | A    | 164   |
| 24 DNF   | C1        | 5   | Silk Cut Jaguar Tom Walkinshaw Racing | Jan Lammers John Watson Win Percy                                 | Jaguar XJR-8LM                     | D    | 158   |
| 24 DNF   | C1        | 5   | Silk Cut Jaguar Tom Walkinshaw Racing | Jan Lammers John Watson Win Percy                                 | Jaguar 6.9L V12                    | D    | 158   |
| 25 DNF   | C2        | 198 | Roy Baker Racing                      | David Andrews Mark Peters Mike Allison                            | Tiga GC286                         | A    | 139   |
| 25 DNF   | C2        | 198 | Roy Baker Racing                      | David Andrews Mark Peters Mike Allison                            | Ford Cosworth DFL 3.3L V8          | A    | 139   |
| 26 DNF   | C2        | 101 | Ecurie Ecosse                         | Mike Wilds Les Delano Andy Petery                                 | Ecosse C286                        | Y    | 135   |
| 26 DNF   | C2        | 101 | Ecurie Ecosse                         | Mike Wilds Les Delano Andy Petery                                 | Ford Cosworth DFL 3.3L V8          | Y    | 135   |
| 27 DNF   | C1        | 61  | Kouros Racing                         | Mike Thackwell Henri Pescarolo Hideki Okada                       | Sauber C9                          | M    | 123   |
| 27 DNF   | C1        | 61  | Kouros Racing                         | Mike Thackwell Henri Pescarolo Hideki Okada                       | Mercedes-Benz M117 5.0L Turbo V8   | M    | 123   |
| 28 DNF   | C1        | 3   | Brun Motorsport                       | Bill Adam Richard Spenard Scott Goodyear                          | Porsche 962C                       | M    | 120   |
| 28 DNF   | C1        | 3   | Brun Motorsport                       | Bill Adam Richard Spenard Scott Goodyear                          | Porsche Type-935 2.8L Turbo Flat-6 | M    | 120   |
| 29 DNF   | C1        | 32  | Nissan Motorsport                     | Masahiro Hasemi Takao Wada Aguri Suzuki                           | Nissan 87E                         | D    | 117   |
| 29 DNF   | C1        | 32  | Nissan Motorsport                     | Masahiro Hasemi Takao Wada Aguri Suzuki                           | Nissan VEJ30 3.0L Turbo V8         | D    | 117   |
| 30 DNF   | C1        | 15  | Liqui Moly Equipe                     | Jonathan Palmer James Weaver Price Cobb                           | Porsche 962C GTi                   | G    | 112   |
| 30 DNF   | C1        | 15  | Liqui Moly Equipe                     | Jonathan Palmer James Weaver Price Cobb                           | Porsche Type-935 2.8L Turbo Flat-6 | G    | 112   |
| 31 DNF   | C1        | 1   | Brun Motorsport                       | Michel Trollé Paul Belmondo Pierre de Thoisy                      | Porsche 962C                       | M    | 88    |
| 31 DNF   | C1        | 1   | Brun Motorsport                       | Michel Trollé Paul Belmondo Pierre de Thoisy                      | Porsche Type-935 2.8L Turbo Flat-6 | M    | 88    |
| 32 DNF   | C1        | 29  | Italya Sports                         | Anders Olofsson Alain Ferté Patrick Gonin                         | Nissan R86V                        | Y    | 86    |
| 32 DNF   | C1        | 29  | Italya Sports                         | Anders Olofsson Alain Ferté Patrick Gonin                         | Nissan VG30ET 3.0L Turbo V6        | Y    | 86    |
| 33 DNF   | C1        | 2   | Brun Motorsport                       | Oscar Larrauri Jésus Pareja Uwe Schäfer                           | Porsche 962C                       | M    | 40    |
| 33 DNF   | C1        | 2   | Brun Motorsport                       | Oscar Larrauri Jésus Pareja Uwe Schäfer                           | Porsche Type-935 2.8L Turbo Flat-6 | M    | 40    |
| 34 DNF   | C1        | 37  | Toyota Team Tom's                     | Tiff Needell Masanori Sekiya Kaoru Hoshino                        | Toyota 87C-L                       | B    | 39    |
| 34 DNF   | C1        | 37  | Toyota Team Tom's                     | Tiff Needell Masanori Sekiya Kaoru Hoshino                        | Toyota 3S-GTM 2.1L Turbo I4        | B    | 39    |
| 35 DNF   | C1        | 62  | Kouros Racing                         | Chip Ganassi Johnny Dumfries Mike Thackwell                       | Sauber C9                          | M    | 37    |
| 35 DNF   | C1        | 62  | Kouros Racing                         | Chip Ganassi Johnny Dumfries Mike Thackwell                       | Mercedes-Benz M117 5.0L Turbo V8   | M    | 37    |
| 36 DNF   | GTP       | 201 | Mazdaspeed Co. Ltd.                   | Yoshimi Katayama Yojiro Terada Takashi Yorino                     | Mazda 757                          | D    | 34    |
| 36 DNF   | GTP       | 201 | Mazdaspeed Co. Ltd.                   | Yoshimi Katayama Yojiro Terada Takashi Yorino                     | Mazda 13G 2.0L 3-Rotor             | D    | 34    |
| 37 DNF   | C1        | 36  | Toyota Team Tom's                     | Alan Jones Geoff Lees Eje Elgh                                    | Toyota 87C-L                       | B    | 19    |
| 37 DNF   | C1        | 36  | Toyota Team Tom's                     | Alan Jones Geoff Lees Eje Elgh                                    | Toyota 3S-GTM 2.1L Turbo I4        | B    | 19    |
| 38 DNF   | C2        | 113 | José Thibault                         | José Thibault André Heinrich                                      | Chevron B36                        | A    | 18    |
| 38 DNF   | C2        | 113 | José Thibault                         | José Thibault André Heinrich                                      | Talbot PRV 3.0L V6                 | A    | 18    |
| 39 DNF   | C1        | 18  | Rothmans Porsche AG                   | Bob Wollek Jochen Mass Vern Schuppan                              | Porsche 962C                       | D    | 16    |
| 39 DNF   | C1        | 18  | Rothmans Porsche AG                   | Bob Wollek Jochen Mass Vern Schuppan                              | Porsche Type-935 3.0L Turbo Flat-6 | D    | 16    |
| 40 DNF   | C1        | 51  | WM Secateva                           | Jean-Daniel Raulet François Migault Pascal Pessiot                | WM P86                             | M    | 14    |
| 40 DNF   | C1        | 51  | WM Secateva                           | Jean-Daniel Raulet François Migault Pascal Pessiot                | Peugeot PRV 2.8L Turbo V6          | M    | 14    |
| 41 DNF   | C1        | 52  | WM Secateva                           | Roger Dorchy Philippe Gache Dominique Delestre                    | WM P87                             | M    | 13    |
| 41 DNF   | C1        | 52  | WM Secateva                           | Roger Dorchy Philippe Gache Dominique Delestre                    | Peugeot PRV 2.8L Turbo V6          | M    | 13    |
| 42 DNF   | C2        | 118 | Olindo Iaccobelli                     | Olindo Iaccobelli Jean-Louis Ricci Georges Tessier                | Royale RP40                        | M    | 13    |
| 42 DNF   | C2        | 118 | Olindo Iaccobelli                     | Olindo Iaccobelli Jean-Louis Ricci Georges Tessier                | Ford Cosworth DFL 3.3L V8          | M    | 13    |
| 43 DNF   | C2        | 200 | Dahm Cars Racing Team                 | Peter Fritsch Teddy Pilette Jean-Paul Libert                      | Argo JM19                          | G    | 12    |
| 43 DNF   | C2        | 200 | Dahm Cars Racing Team                 | Peter Fritsch Teddy Pilette Jean-Paul Libert                      | Porsche Type-930 3.2L Turbo Flat-6 | G    | 12    |
| 44 DNF   | C1        | 8   | Joest Racing                          | Frank Jelinski Stanley Dickens Hurley Haywood Sarel van der Merwe | Porsche 962C                       | G    | 7     |
| 44 DNF   | C1        | 8   | Joest Racing                          | Frank Jelinski Stanley Dickens Hurley Haywood Sarel van der Merwe | Porsche Type-935 2.8L Turbo Flat-6 | G    | 7     |
| 45 DNF   | C1        | 10  | Porsche Kremer Racing                 | Kris Nissen Volker Weidler Kunimitsu Takahashi                    | Porsche 962C                       | Y    | 6     |
| 45 DNF   | C1        | 10  | Porsche Kremer Racing                 | Kris Nissen Volker Weidler Kunimitsu Takahashi                    | Porsche Type-935 2.8L Turbo Flat-6 | Y    | 6     |
| 46 DNF   | C2        | 117 | Team Lucky Strike Schanche            | Martin Schanche Will Hoy Robin Smith                              | Argo JM19B                         | G    | 5     |
| 46 DNF   | C2        | 117 | Team Lucky Strike Schanche            | Martin Schanche Will Hoy Robin Smith                              | Zakspeed 1.8L Turbo I4             | G    | 5     |
| 47 DNF   | C1        | 7   | Joest Racing                          | Sarel van der Merwe David Hobbs Chip Robinson                     | Porsche 962C                       | G    | 4     |
| 47 DNF   | C1        | 7   | Joest Racing                          | Sarel van der Merwe David Hobbs Chip Robinson                     | Porsche Type-935 2.8L Turbo Flat-6 | G    | 4     |
| 48 DNF   | C1        | 42  | Noël del Bello                        | Pierre-Alain Lombardi Gilles Lempereur Jacques Guillot            | Sauber C8                          | G    | 4     |
| 48 DNF   | C1        | 42  | Noël del Bello                        | Pierre-Alain Lombardi Gilles Lempereur Jacques Guillot            | Mercedes-Benz M117 5.0L Turbo V8   | G    | 4     |
| DNS      | C1        | 19  | Rothmans Porsche AG                   | Kees Nierop Price Cobb Vern Schuppan                              | Porsche 962C                       | D    | -     |
| DNS      | C1        | 19  | Rothmans Porsche AG                   | Kees Nierop Price Cobb Vern Schuppan                              | Porsche Type-935 3.0L Turbo Flat-6 | D    | -     |
| DNQ      | C2        | 171 | CEE Sport Racing                      | Slim Borgudd Tryggve Gronvall Andrew Ratcliffe                    | Tiga GC286                         | A    | -     |
| DNQ      | C2        | 171 | CEE Sport Racing                      | Slim Borgudd Tryggve Gronvall Andrew Ratcliffe                    | Volvo 2.3L Turbo I4                | A    | -     |